# Porte de la Plaine
La porte de la Plaine est une porte de Paris, en France, située dans le 15e arrondissement.

## Situation et accès
La porte de la Plaine est une porte de Paris située à 250 m au sud de la porte de Plaisance et 700 m à l'est de la porte de Versailles. Historiquement, elle se trouvait sur le boulevard Lefebvre, au croisement avec la rue Olivier-de-Serres, avant d'être déplacée lors de la construction du boulevard périphérique dans le prolongement de l’avenue de la Porte-de-la-Plaine à la bordure de Vanves dont elle constitue le principal accès en venant de Paris.
Elle est située à proximité du grand complexe sportif de la porte de la Plaine et du Parc des expositions de la porte de Versailles. Elle est proche de l'Espace Paris Plaine.

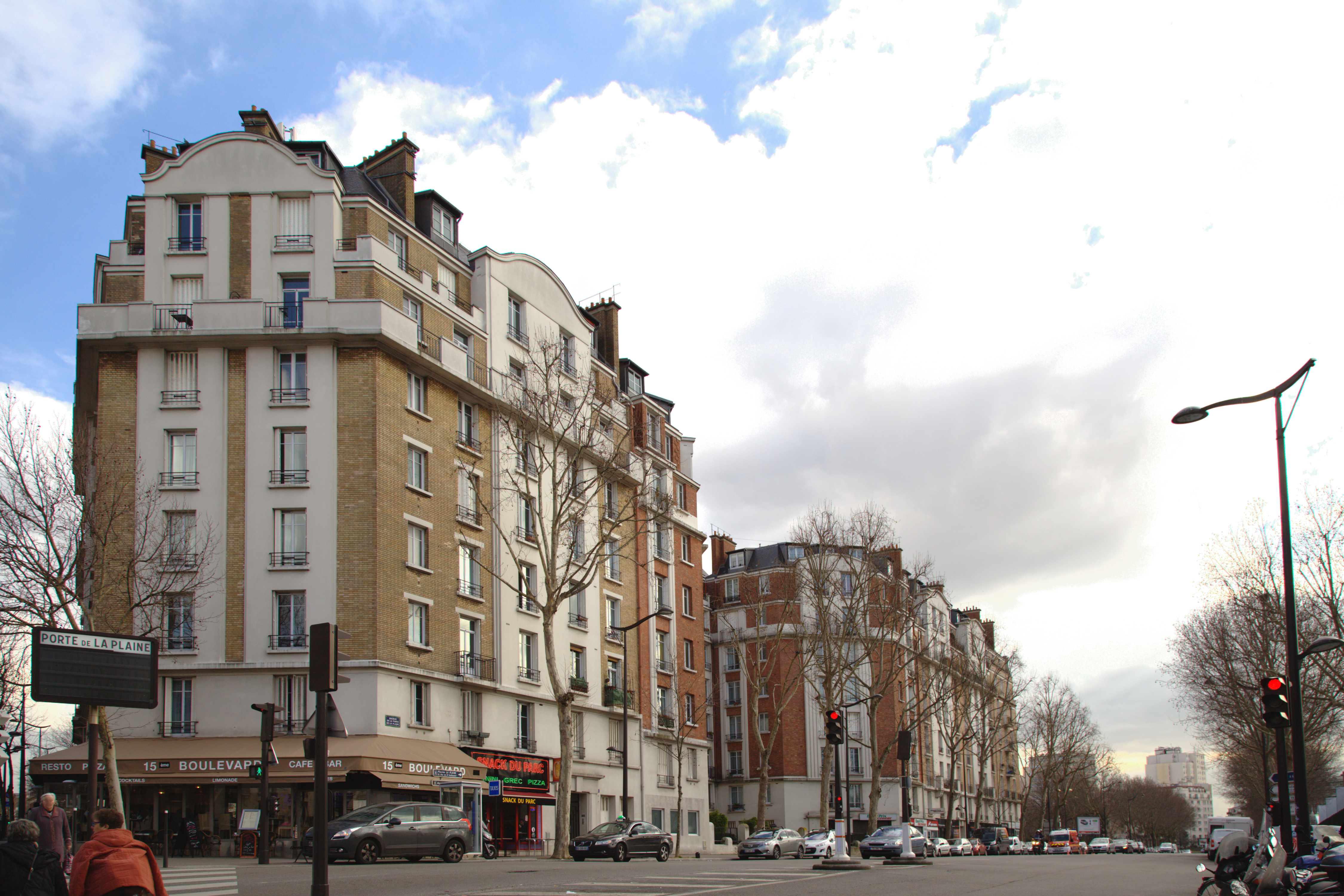
L'avenue de la porte de la Plaine à Paris, vue depuis le coin avec le boulevard Lefebvre.
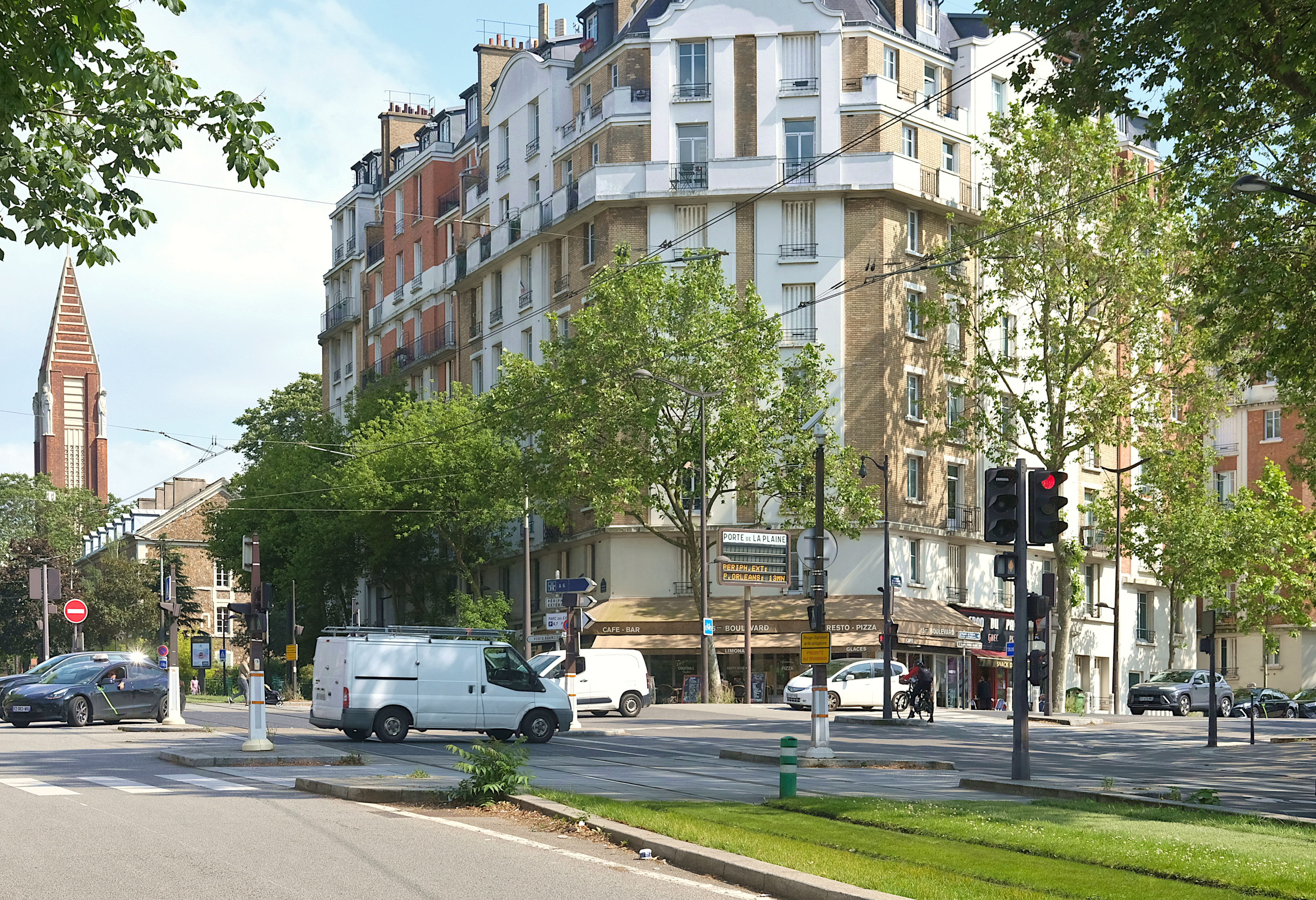
La porte de la Plaine vue depuis le boulevard Lefebvre.

La porte de la Plaine est desservie par le tramway de la ligne T3a à la station Georges-Brassens.
Elle ne possède qu'un accès au périphérique extérieur.

## Historique

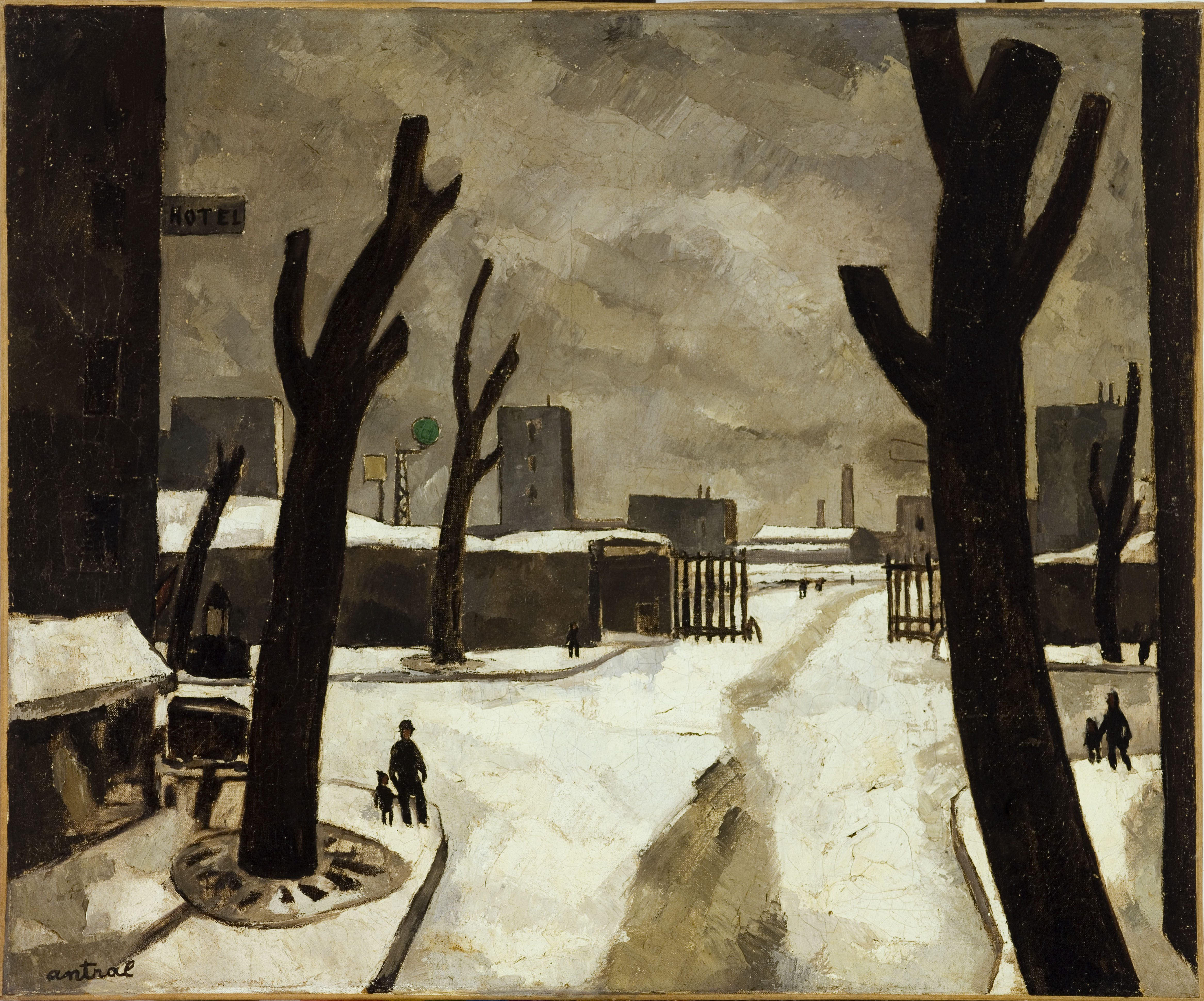
Neige (poterne de la plaine), 1926 par Robert Louis Antral, musée Carnavalet.

Elle a été appelée « poterne de la Plaine ».